# Caecum pascuanum
Caecum pascuanum is een slakkensoort uit de familie van de Caecidae. De wetenschappelijke naam van de soort is voor het eerst geldig gepubliceerd in 2005 door Raines & Pizzini.